# André Vidigal
André Filipe Cunha Vidigal, né le 17 août 1998 à Elvas (Portugal), est un footballeur international angolais, qui évolue au poste d'ailier gauche au Stoke City.

## Biographie

### En club
Né à Elvas au Portugal, il est d'origine angolais par son père, ses oncles Lito et Luís sont tous des footballeurs professionnels. André Vidigal est formé par l'Académica de Coimbra.
Il joue son premier match en professionnel le 8 janvier 2017, lors d'une rencontre de championnat face au Porto B. En Juillet 2017 il déménage à Fortuna Sittard et les aidant à obtenir la promotion de l'Eerste Divisie, il est prêté au APOEL puis est retourné au Portugal avec Estoril-Praia en septembre 2020.
Il signe pour le Marítimo en juin 2021. Après la relégation de Marítimo en 2022-23, il rejoint Stoke City pour trois ans.

### En sélection
André Vidigal représente l'Angola en sélection. Le 25 mars 2025, il joue premier match international contre le Cap-Vert lors des éliminatoires de la Coupe du Monde de 2026.